# Années 1850 en sociologie
 (janvier 2024).
Motif : L'organisation des sections est à revoir
Ci-dessous figurent les événements relatifs à la Sociologie survenus au cours des années 1850.

## 1850
Naissance de Guy de Maupassant

### Naissances
26 juillet : Ferdinand Tönnies, sociologue allemand († 9 avril 1936)

## 1858
- Karl Marx, Principes d’une Critique de l’Économie Politique ou Grundrisse (publié de façon posthume en 1941)
- 1er mars : Naissance de Georg Simmel, philosophe et sociologue allemand († 28 septembre 1918)
- 15 avril : Naissance d'Émile Durkheim, sociologue français († 15 novembre 1917)

## 1859
- Avant 1800
- 1800
- 10
- 20
- 30
- 40
- 50
- 60
- 70
- 80
- 90
- 1900
- 10
- 20
- 30
- 40
- 50
- 60
- 70
- 80
- 90
- 2000
- 10
- 20